# Шкала ураганів Саффіра — Сімпсона
Шкала ураганів Саффіра — Сімпсона — шкала для вимірювання збитку від ураганів. Її розробили Герберт Саффір і Роберт Сімпсон в 1969 році для вимірювання потенційних збитків від ураганів. Ґрунтується на швидкості вітру і включає оцінку штормових хвиль у кожній з п'яти категорій.

## Дія на прибережну зону

### Перша категорія
| 1 Категорія                        | 1 Категорія                     |
| Сила вітру                         | Приклад                         |
| ---------------------------------- | ------------------------------- |
| 33–42 м/с 64–82 вузли 119–153 км/г | Ніколь наближається до Флориди. |

Дія на наземні предмети: ушкоджені дерева і кущі.
Дія на прибережну зону: невеликі ушкодження пірсів, деякі невеликі судна на стоянці зірвані з якорів.
Приклади ураганів: Стен (2005), Макс (2017), Нейт (2017), Баррі (2019), Лорена (2019), Ханна (2020), Ісаяс (2020), Нана (2020), Гамма (2020), Нора (2021), Ніколас (2021), Памела (2021), Джулія (2022), Ліза (2022), Ніколь (2022).

### Друга категорія
| 2 категорія                         | 2 категорія                                                                      |
| Сила вітру                          | Приклад                                                                          |
| ----------------------------------- | -------------------------------------------------------------------------------- |
| 43–49 м/с 83–95 вузлів 154–177 км/г | Агата на піку своєї інтенсивності перед виходом на берег в Пуерто-Анхель Мексика |

Дія на наземні предмети: значні ушкодження дерев і кущів; деякі дерева повалені, сильно ушкоджені збірні будиночки.
Дія на прибережну зону: значні ушкодження пірсів і пристаней для яхт, невеликі судна на стоянці зірвані з якорів: Фіфі (1974), Діана (1990), Хуан (2003), Катаріна (2004), Алекс (2010), Томас (2010), Шарлотта (2012), Артур (2014), Саллі (2020), Олаф (2021), Рік (2021), Агата (2022).

### Третя категорія
| 3 Категорія                         | 3 Категорія                                   |
| Сила вітру                          | Приклад                                       |
| ----------------------------------- | --------------------------------------------- |
| 50–58 м/с 96–112 вузли 178–208 км/г | Джон під час свого виходу на берег в Мексиці. |

Дія на наземні предмети: повалені великі дерева, збірні будиночки зруйновані, в окремих невеликих будинків ушкоджені вікна, двері і дахи.
Дія на прибережну зону: сильні повені вздовж берегової лінії; невеликі будинки на березі зруйновані: Елена (1985), Жанна (2004), Лейн (2006), Карл (2010), Отто (2016), Зета (2020), і Джон (2024).

### Четверта категорія
| 4 Категорія                          | 4 Категорія                                          |
| Сила вітру                           | Приклад                                              |
| ------------------------------------ | ---------------------------------------------------- |
| 58–70 м/с 113–136 вузли 209–251 км/г | Хелен під час свого виходу на берег в штаті Флорида. |

Дія на наземні предмети: дерева, кущі і рекламні щити повалені, збірні будиночки повністю зруйновані, сильно ушкоджені вікна, двері й дахи.
Дія на прибережну зону: затоплені ділянки, що розташовані на висоті до 3 метрів над рівнем моря; повені поширюються на 10 км вглиб суші; збитки від хвиль і принесених ними уламків: Айріс (2001), Денніс (2005), Густав (2008), Айк (2008), Гарві (2017), Лаура (2020), Ета (2020), Йота (2020), Іда (2021), Лідія (2023) і Хелен (2024).

### П'ята категорія
| 5 Категорія                   | 5 Категорія                                          |
| Сила вітру                    | Приклад                                              |
| ----------------------------- | ---------------------------------------------------- |
| 70 м/с 113–137 вузли 252 км/г | Ураган Отіс під час свого виходу на берег в Мексиці. |

Дія на наземні предмети: всі дерева, кущі і рекламні щити повалені, багато будинків серйозно ушкоджені; деякі будинки повністю зруйновані; збірні будиночки знесені.
Дія на прибережну зону: сильний збиток заподіяний нижнім поверхам будинків на висоті до 4,6 метрів над рівнем моря в зоні до 45,7 км вглиб суші; необхідна масова евакуація населення з прибережних територій.
Приклади ураганів: Камілла (1969), Гілберт (1988), Ендрю (1992), Дін (2007), Фелікс (2007), Ірма (2017), Марія (2017), Майкл (2018), Доріан (2019) і Отіс (2023).